# Geologins dag
Geologins dag, i marknadsföringssammanhang skrivet Geologins Dag, är ett årligt återkommande evenemang med geovetenskapliga aktiviteter runt om i Sverige. Besökarna kan få veta mer om geologi genom att till exempel följa med på vandringar eller lära sig om t.ex. glaciärer, vulkaner och livets utveckling. Idén föddes i Svenska Nationalkommittéen för Geologi. Den första Geologins dag hölls år 2001 och har sedan dess anordnats den andra lördagen i september. Evenemanget bygger på enskilda arrangörers insatser - det kan vara föreningar, organisationer, företag, universitet och museer som arrangerar aktiviteter för allmänheten. Syftet med denna temadag är att göra geovetenskapen och dess tillämpningar mer kända för den breda allmänheten. Idén har även spritt sig till Finland och Norge.
Dagen arrangeras av den ideella föreningen Geologins Dag, som har som mål att synliggöra geovetenskap.